# Schoenocaulon madidorum
Schoenocaulon madidorum är en nysrotsväxtart som beskrevs av Dawn Frame. Schoenocaulon madidorum ingår i släktet Schoenocaulon och familjen nysrotsväxter. Inga underarter finns listade.